# Денисовське сільське поселення (Ісетський район)
Дени́совське сільське поселення (рос. Денисовское сельское поселение) — муніципальне утворення у складі Ісетського району Тюменської області, Росія.
Адміністративний центр та єдиний населений пункт — село Денисово.

## Населення
Населення — 473 особи (2020; 503 у 2018, 514 у 2010, 526 у 2002).